# Historie – Otázky – Problémy
Historie – Otázky – Problémy – czeskie czasopismo historyczne wydawane przez Wydział Filozoficzny Uniwersytetu Karola w Pradze.
Czasopismo ukazuje się dwa razy w roku. Od 2015 wydawany w systemie Open Access. Czasopismo jest indeksowane w bazach CEJSH, EBSCO i ERIH Plus.
Redaktorem naczelnym jest Jan Randák (2017).
W skład rady czasopisma wchodzą (2017): Hugh LeCain Agnew (Georg Washington University Washington), Zdeněk Beneš (UK Praha), Lenka Bobková (UK Praha), Dana Cerman-Stefanová (Universität Wien), Martin Čapský (Slezská univerzita v Opavě), Jana Čechurová (UK Praha), Marie-Elizabeth Ducreux (École des hautes études en sciences sociales Paris – Centre de Recherche Historique CNRS), Jiří Fajt (Geisteswissenschaftliches Zentrum Geschichte und Kultur Ostmitteleuropas Leipzig – Technische Universität Berlin), Lucyna Harc (Uniwersytet wrocławski), Pavel Kolář (European University Institute Firenze), Marie Koldinská (UK Praha), Michal Kopeček (UK Praha), Robert Luft (Collegium Carolinum München), Petr Maťa (Central European University Budapest), Jan Randák (UK Praha, head), Luboš Velek (UK Praha) i Josef Žemlička (UK Praha).